# Wärmestrahlung

Intensität der Schwarzkörperstrahlung in Abhängigkeit von der Wellenlänge bei unterschiedlichen Temperaturen (Skalen logarithmisch). Der farbige Balken markiert den Bereich sichtbaren Lichts. Die Kurve für die Sonnenstrahlung an der Sonnenoberfläche ist beige, für die Umgebungstemperatur an der Erdoberfläche rot. Man beachte die starke Zunahme der Intensität mit der Temperatur und die Verschiebung des Maximums zu kürzeren Wellenlängen.

Wärmestrahlung oder auch thermische Strahlung, seltener Temperaturstrahlung, ist elektromagnetische Strahlung, die am Ort ihrer Entstehung im thermischen Gleichgewicht mit Materie ist. Bei Temperaturen oberhalb des absoluten Nullpunkts bewegen sich in Materie geladene Teilchen ungeordnet durcheinander, werden abgelenkt, beschleunigt oder abgebremst und emittieren oder absorbieren dabei Wärmestrahlung. Daher strahlt jeder Körper mit einer Temperatur oberhalb des absoluten Nullpunkts Wärme ab.
Bei Körpern, die nach Alltagsmaßstäben „heiß“ sind, aber noch nicht glühen, liegt die Wärmestrahlung weitgehend im unsichtbaren nahinfraroten Bereich. Dementsprechend wird umgangssprachlich unter Wärmestrahlung meist nur diese infrarote Strahlung verstanden. Mit steigender Temperatur verschiebt sich das Intensitätsmaximum zu immer kürzeren Wellenlängen. Bei der Temperatur der Sonnenoberfläche z. B. liegt ein großer Teil der Intensität im sichtbaren Bereich mit Ausläufern bis ins Ultraviolett. Die Wärmestrahlung der Erde hingegen liegt, ihrer Oberflächentemperatur entsprechend, bei erheblich größeren Wellenlängen vor allem im mittleren Infrarot.
Wärmestrahlung wird von allen Festkörpern, Flüssigkeiten, Gasen und Plasmen emittiert, die sich bei einer Temperatur oberhalb des absoluten Nullpunktes befinden. Genauso nimmt jeder Körper gleichzeitig durch Absorption die von anderen Körpern ausgesendete Wärmestrahlung auf (siehe dazu Strahlungsaustausch), die Summe aus Wärmestrahlungsemission und -absorption wird Strahlungsbilanz genannt.
Die höchste Wärmestrahlungsemission (und -absorption) zeigt bei allen Wellenlängen und Temperaturen der ideale Schwarze Körper. Die von ihm emittierte Strahlung wird als Schwarzkörperstrahlung bezeichnet. Das plancksche Strahlungsgesetz beschreibt die Intensität der Schwarzkörperstrahlung in Abhängigkeit von der Wellenlänge und der Temperatur. Dieses theoretische Maximum wird von realen Körpern nicht vollständig erreicht.
Emission und Absorption von Wärmestrahlung ist neben Konvektion und Wärmeleitung ein Weg zur Übertragung von Wärme, im Vakuum ist es der einzige Übertragungsweg.

## Geschichte
Das Konzept von wärmenden Strahlen war bereits in der Antike bekannt, siehe die (Legende der) Brennspiegel des Archimedes (3. Jh. v. Chr. bzw. 2. Jh. n. Chr.). „Heilige Feuer“ wurden mit fokussiertem Sonnenlicht entzündet. Im 16. Jh. zeigten Giambattista della Porta die „Reflexion von Kälte“ und Francis Bacon, dass auch von lediglich heißen, nicht glühenden oder brennenden Körpern Wärmestrahlen ausgehen, und im 17. Jh. blockierte Edme Mariotte diese unsichtbare Strahlung mit einer Glasscheibe. Zur Temperaturmessung dienten Thermoskope, mit Luft und etwas Flüssigkeit gefüllte Glasrundkolben mit Steigröhrchen zur Temperaturanzeige.
Diese Experimente wurden oft wiederholt und verfeinert, sodass die Meinungen auseinandergehen, wer zuerst einen Effekt überzeugend demonstriert hat.
Schüler und Anhänger Galileo Galileis in der Accademia del Cimento versuchten 1660 vermeintliche Kältestrahlen eines großen Haufen Schnees nachzuweisen. Sie sahen einen deutlichen Temperaturanstieg, wenn sie den auf den Schnee gerichteten Hohlspiegel, in dessen Fokus sich das Thermoskop befand, abdeckten, da dann Wärmestrahlung und Lufttemperatur der Umgebung gemessen wurden. Die Experimentatoren merkten an, dass der Schnee auch anders als über Strahlung auf das Thermoskop gewirkt haben könnte.
Marc-Auguste Pictet und Horace-Bénédict de Saussure brachten 1790 ein kleines kaltes Objekt in den Fokus zweier aufeinander ausgerichteter Hohlspiegel und beobachteten auch bei etlichen Metern voneinander entfernten Spiegeln einen Effekt.
Carl Wilhelm Scheele wies 1777 auf weitere Beobachtungen hin: Gegen den starken Luftzug des Kamineffekts kommt die Wärmestrahlung zur Ofentüre heraus und wird auch nicht durch quer strömende Luft abgelenkt. Umgekehrt steigt Rauch durch den Strahl völlig unberührt auf und Sonnenstrahlen queren den Strahl ohne Schlierenbildung. Metallene Spiegel werden bei der Reflexion der von ihm so genannten „strahlenden Hitze“ nicht warm, durch einen warmen Luftstrom dagegen schon.
Im 18. und frühen 19. Jahrhundert gab es über die Eigenschaften der strahlenden Hitze verschiedene Vorstellungen, deren Anhänger sich grob in Emissionisten und Undulateure einteilen lässt. Für erstere gaben warme, teilweise auch kalte Körper etwas Stoffliches ab, für letztere gab es ein Medium, das Schwingungen übertrug. Pictet tendierte zur gerichteten Emission einer Feuersubstanz vom heißen zum kalten Körper, die zwischen gleich warmen Körpern im Sinne eines statischen Gleichgewichts der sogenannten thermometrischen Spannung zum Erliegen kommt. Er räumte aber ein, dass die Schwingungshypothese sein Experiment ebenso gut erklären könne. Pierre Prevost war ebenfalls Emissionist, sprach aber von Hitzepartikeln, die alle Körper ständig aussenden, und dass „die stärkeren Wärmestrahlen heißerer Körper die schwächeren [Wärmestrahlen] kälterer [Körper] überwinden“. Danach gäbe es keine Kältestrahlung, sondern nur stärkere oder schwächere Wärmestrahlung.
Benjamin Thompson alias Count Rumford war zeitlebens Undulateur. Er hielt es für unmöglich, dass ein Körper gleichzeitig Hitzesubstanz sowohl empfangen und aufnehmen als auch forttreiben könnte. Er führte auch einen vermeintlich überzeugenden experimentellen Befund an. Er hatte entdeckt, dass ein dünnes Leinentuch um einen blanken Metallzylinder (oder ein dünner Anstrich mit Firnis, eine Rußschicht etc.) diesen schneller abkühlen ließ, indem es die Wärmeabstrahlung verstärkte. Gleiches galt für einen sich erwärmenden kalten Zylinder und die vermeintliche Kältestrahlung. Er hatte ein besonders empfindliches differenzielles Thermoskop (nach John Leslie) aus zwei mit einer Kapillare verbundenen Glaskugeln, eine als Referenz, die andere mittig zwischen einem heißen und einem kalten Zylinder (Raumtemperatur 22 °C). Die Zylinder waren beide blank oder beide berußt. In beiden Fällen zeigte das Thermoskop keinen Ausschlag, was zwanglos zu der Hypothese der sich kompensierenden Wärme- und Kältestrahlen passte. Er erkannte nicht, dass glänzendes Metall nicht nur weniger Wärmestrahlung emittiert, sondern im gleichen Verhältnis auch weniger Strahlung absorbiert, den Rest reflektiert. Diese Entsprechung ist der Inhalt des erst 1859 formulierten Kirchhoffschen Strahlungsgesetzes. Unter Berücksichtigung dieses Effekts sind Rumfords Experimente im Einklang mit Prévosts (zutreffender) Hypothese.
In den ersten Dekaden des 19. Jahrhunderts erhärtete sich der Verdacht der Lichtnatur der Wärmestrahlung. Wilhelm Herschel untersuchte 1800 mit einem Gasthermometer ein mittels Prisma erzeugtes Sonnenspektrum und fand die stärkste Temperaturerhöhung im dunklen Bereich jenseits von Rot. Andere Forscher fanden das Maximum an verschiedenen Stellen. Thomas Johann Seebeck entdeckte 1820, dass das am Material des Prismas lag. Zwei Deutungsmöglichkeiten: Das Sonnenlicht enthält sowohl sichtbare als auch Wärmestrahlung (und am anderen Ende des Spektrums chemische Strahlung, siehe Johann Wilhelm Ritter), die sämtlich vom Prisma aufgespalten werden. Oder das Sonnenlicht hat alle drei Eigenschaften in unterschiedlichem Ausmaß, je nach Lage im Spektrum. Jacques Étienne Bérard studierte (zuerst noch zusammen mit Étienne Louis Malus) die Doppelbrechung von Licht und fand, dass unabhängig vom Nachweis der Strahlung (chemisch, visuell, thermisch) Polarisation auftrat, in der gleichen Polarisationsrichtung, und die Doppelbrechungswinkel (bei gegebener Position im Spektrum) übereinstimmten, was für die (zutreffende) zweite Hypothese sprach.
Das Kirchhoffsche Gesetz macht noch keine Aussage darüber, wie die Wärmestrahlung von der Temperatur abhängt. Die Suche nach einer Formel, die diese Lücke der Erkenntnis schließt, stellte sich als fruchtbar für den Fortschritt der Physik heraus. Aus Experimenten und theoretischen Überlegungen fand man mit dem Stefan-Boltzmann-Gesetz und dem Wienschen Verschiebungsgesetz einzelne Eigenschaften der gesuchten Formel. Um 1900 wurde mit dem Wienschen Strahlungsgesetz zunächst eine Näherungsformel für hohe Temperatur und wenige Jahre später mit dem Rayleigh-Jeans-Gesetz eine Näherungsformel für niedrige Temperatur gefunden. Max Planck gelang schließlich die Vereinigung der Aussagen dieser Gesetze zum planckschen Strahlungsgesetz für Schwarze Körper. Bei der Herleitung dieser Formel tat Max Planck, ohne es beabsichtigt zu haben, die ersten Schritte auf dem Weg zur Entwicklung der Quantenmechanik.

## Entstehung
Wärmestrahlung ist ein makroskopisches Phänomen, an ihrer Entstehung sind notwendigerweise eine Vielzahl von Teilchen und elementaren Anregungen beteiligt. Einem einzelnen mikroskopischen Teilchen des strahlenden Körpers kann man keine Temperatur zuordnen, es kann nicht thermisch strahlen. Auf den genauen Mechanismus dieser Prozesse kommt es dabei nicht an. Für jeden Mechanismus ist das entstehende Spektrum thermisch, wenn nur die für thermische Anregung charakteristische Energie {\displaystyle k_{\mathrm {B} }T} an die für den Mechanismus typischen Energiestufen heranreicht oder sie übertrifft ({\displaystyle k_{\mathrm {B} }} ist die Boltzmann-Konstante und {\displaystyle T} die Temperatur des strahlenden Körpers). Andernfalls wäre dieser Mechanismus entweder nicht beteiligt oder seine Anregung nicht thermisch.
Thermisches Gleichgewicht zwischen Strahlung und Materie setzt voraus, dass von den entstehenden Photonen der weitaus größte Teil nicht aus dem Körper entweicht („auskoppelt“), sondern noch innerhalb des Körpers wieder absorbiert wird. Wenn das für Photonen jeder Wellenlänge gilt, wirkt sich die Wellenlängenabhängigkeit der Emission und Absorption (also der Stärke der Kopplung der Teilchen an das Strahlungsfeld) nicht auf das Spektrum der Strahlung aus. Durch vielfache Abfolge der elementaren Strahlungsprozesse – Emission, Streuung und Absorption – an den Teilchen des Körpers entsteht das kontinuierliche und zur jeweiligen Temperatur des Körpers gehörende thermische Spektrum. Beispielsweise würde ein einzelner Kubikmeter aus der Photosphäre der Sonne dafür noch zu klein sein und daher ein ausgeprägtes Linienspektrum aufweisen (und nur kurz und schwach leuchten). Bei Wellenlängen zwischen den Spektrallinien hat das Material eine optische Tiefe, die viel größer ist als 1 m. Allerdings bleibt sie bei allen Wellenlängen geringer als die Dicke der Photosphäre von etwa 100 km. Daher ist das Spektrum der Sonne doch weitgehend thermisch.
Selbst wenn das Strahlungsfeld in der Quelle thermisch ist, kann sein Spektrum außerhalb deutlich davon abweichen, wenn die Auskopplung wellenlängenabhängig ist. Das tritt z. B. durch den Sprung des wellenlängenabhängigen Brechungsindex an der Oberfläche ein. Bei Metallen bewirkt er den Glanz. Der Sprung reflektiert aber nicht nur äußere Strahlung, sondern auch die thermische Strahlung von innen. Das würde das Spektrum nur dann nicht beeinflussen, wenn die äußere Strahlung ebenfalls thermisch bei gleicher Temperatur wäre. Das ist bei Messungen aber nie der Fall, denn um das Spektrum thermischer Strahlung messen zu können, muss der Empfänger kälter sein als die Quelle (bei BOOMERanG waren es 0,27 K).

## Beispiele für nichtthermische Strahlung
- Im Mikrowellenherd wird die Energie nur auf einer Frequenz (2,45 GHz) eingestrahlt, was im Spektrum einer einzigen Linie (bei ca. 122 mm) entspricht. Obwohl diese Strahlung von Wasser absorbiert wird und es somit erwärmt wird, handelt es sich bei diesem Linienspektrum nicht um Wärmestrahlung.
- Gleiches trifft auch auf einen Kohlendioxidlaser zu: Obwohl man mit einem leistungsstarken CO2-Laser Metalle und Steine schmelzen kann, erzeugt er keine Wärmestrahlung, sondern monochromatische Strahlung der Wellenlänge 10,6 µm. Auch wenn diese Linie im (umgangssprachlich auch Wärmestrahlung genannten) Infrarotbereich liegt, bedeutet es auch hier nicht, dass es sich um thermische Strahlung handelt. Beim Vergleich mit einem Laserpointer ist zu erkennen, dass es (im Gegensatz zur thermischen Strahlung) keinen einfachen Zusammenhang zwischen Wellenlänge und Temperatur gibt: Zwar ist die Wellenlänge des Laserpointers etwa um den Faktor 20 kleiner, somit transportiert jedes Photon die zwanzigfache Energie; dennoch kann man damit keine Metalle schmelzen, da die insgesamt ausgesandte Leistung um Größenordnungen geringer ist.
- Das Spektrum einer Röntgenröhre besteht aus der Bremsstrahlung und zusätzlichen auffälligen Spektrallinien bei bestimmten Wellenlängen. Die Intensität der Bremsstrahlung zeigt auch einen „Buckel“ wie die Wärmestrahlung; dessen Form weicht aber erheblich vom planckschen Strahlungsgesetz ab und besitzt außerdem – im Gegensatz zur Wärmestrahlung – eine obere Grenzfrequenz. Deshalb ist diese Bremsstrahlung keine thermische Strahlung.

Wirkspektrum einer Keramik-Halogen-Metalldampflampe

- Das Spektrum von Leuchtstofflampen jeglicher Bauart sowie Gasentladungslampen wie etwa der Natriumdampflampe besitzt keine Ähnlichkeit mit dem thermischen Spektrum eines planckschen Strahlers. Vielmehr wird das Material dieser Lichterzeuger so gewählt, dass möglichst viel Leistung im sichtbaren Bereich abgestrahlt wird und möglichst wenig abseits davon (etwa im UV-Bereich). Nur dadurch kann der gewünschte hohe Wirkungsgrad erzielt werden. Starke Abweichungen von einem weißen, thermischen Spektrum können die Farbwiedergabe beleuchteter Gegenstände beeinträchtigen.

## Unterscheidungsmethoden
Durch Vergleichsmessung der Intensität bei verschiedenen Wellenlängen kann man entscheiden, ob eine Lichtquelle „thermisch“ oder „nichtthermisch“ ist und so auf die Art der Quelle rückschließen. Das Ergebnis wird auch als Signatur einer Lichtquelle bezeichnet (→ Spektroskopie).
- Beispiel Kohlendioxidlaser: Filtert man unterschiedliche Wellenlängen wie beispielsweise 9 µm, 10,6 µm und 13 µm, misst man nur bei 10,6 µm nennenswerte Lichtleistung. Kein thermischer Strahler kann ein so enges Lichtspektrum erzeugen.
- Macht man die Messung an einer Glühlampe, erhält man drei Ergebnisse, die sich kaum unterscheiden, weil der „Buckel“ der Planckschen Strahlungskurve in diesem Bereich relativ flach verläuft. Das ist ein starkes Indiz für einen thermischen Strahler, weil man kaum Gasentladungsröhren mit so großer Linienbreite bauen kann. Im Zweifelsfall führt man Messungen bei weiteren Wellenlängen durch.

Solche Vergleichsmessungen führen die Infrarotsuchköpfe von Lenkwaffen aus, um zwischen heißen Flugzeugtriebwerken und Täuschkörpern zu unterscheiden, deren Licht eher eine nichtthermische Signatur hat. Übertragen auf den sichtbaren Bereich, entspricht das einem Vergleich von glühenden Funken mit buntem Feuerwerk, das durch Flammenfärbung ein ausgeprägtes Linienspektrum besitzt.
In der Radioastronomie und bei SETI wird ständig nach nichtthermischen Signaturen gesucht. Die 21-cm-Linie des Wasserstoffs und die 1,35-cm-Linie des Wassermoleküls sind Arbeitsgrundlage für die meisten Suchverfahren.

## Berechnung
Der von einem Körper im thermischen Gleichgewicht abgestrahlte Wärmestrom {\displaystyle {\dot {Q}}_{i}} kann unter der Voraussetzung sogenannter grauer Körper über das Kirchhoffsches Strahlungsgesetz und das Stefan-Boltzmann-Gesetz durch die Differenz der von der Oberfläche emittierten Strahlungsleistung {\displaystyle \Phi _{i}} und der aus der Umgebung von der Oberfläche absorbierten Strahlungsleistung {\displaystyle K_{i}} berechnet werden.
Die emittierte Strahlungsleistung {\displaystyle \Phi _{i}} ergibt sich zu
{\displaystyle \Phi _{i}=e(T_{i})\,A_{i}=\varepsilon _{i}\,\sigma \,T_{i}^{4}\,A_{i}}
wobei
{\displaystyle \Phi _{i}}: emittierte Strahlungsleistung
{\displaystyle e_{i}(T_{i})}: emittierte Strahlungsleistungsdichte
{\displaystyle \varepsilon _{i}}: Emissionsgrad der Oberfläche {\displaystyle i}. Die Werte liegen zwischen 0 (perfekter Spiegel) und 1 (idealer Schwarzer Körper).
{\displaystyle \sigma =5{,}67\cdot 10^{-8}~\mathrm {\frac {W}{m^{2}\,K^{4}}} }: Stefan-Boltzmann-Konstante
{\displaystyle A_{i}}: Oberfläche des abstrahlenden Körpers
{\displaystyle T_{i}}: thermodynamische Temperatur des abstrahlenden Körpers
Die absorbierte Strahlungsleistung {\displaystyle K_{i}} ergibt sich aus der Absorption der aus der Umgebung auf die Fläche {\displaystyle i} einfallenden Strahlung, der Bestrahlungsstärke {\displaystyle E_{i}}.
{\displaystyle K_{i}=\alpha \,E_{i}\,A_{i}}
wobei
{\displaystyle K_{i}}: absorbierte Strahlungsleistung
{\displaystyle E_{i}}: auf Fläche {\displaystyle i} einfallende Strahlungsleistungsdichte
{\displaystyle \alpha _{i}}: Absorptionsgrad der Oberfläche {\displaystyle i}.
Nach dem kirchhoffschen Strahlungsgesetz ist für graue Körper der Absorptionsgrad gleich dem Emissionsgrad {\displaystyle \alpha =\varepsilon }. Damit berechnet sich im stationären Gleichgewicht der Netto-Wärmestrom {\displaystyle {\dot {Q}}_{i}}, der von der Fläche {\displaystyle i} abgegeben wird, zu:
{\displaystyle {\dot {Q}}_{i}=\Phi _{i}-K_{i}=\varepsilon _{i}\left(\sigma \,T_{i}^{4}-E_{i}\right)\,A_{i}}
Die primäre Aufgabe bei der Berechnung der Energieübertragung durch Wärmestrahlung liegt in der Bestimmung der Bestrahlungsstärke {\displaystyle E_{i}}. Sie ergibt sich aus der mit den Sichtfaktoren gewichteten spezifischen Ausstrahlung aller {\displaystyle N} Flächen, die einen geschlossenen Hohlraum bilden:
{\displaystyle E_{i}\,A_{i}=\sum _{j=1}^{N}F_{ij}A_{i}\left(\varepsilon _{j}\sigma T_{j}^{4}+(1-\epsilon _{j})E_{j}\right)}

Bei gegebenen Temperaturen der Oberflächen {\displaystyle T_{i}} ergibt sich ein lineares {\displaystyle NxN} Gleichungssystem für {\displaystyle E_{i}}, welches in der Regel numerisch gelöst werden muss.

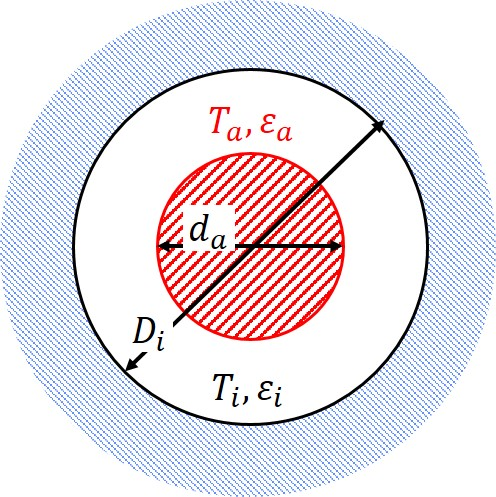
Strahlung in konzentrischen Rohren

In einfachen Fällen, in denen nur zwei Flächen beteiligt sind, kann das Gleichungssystem analytisch gelöst werden. Ein Beispiel sind zwei konzentrische Rohre, die einen Ringspalt bilden und deren Länge groß gegenüber der Differenz von Außen- und Innendurchmesser sind {\displaystyle L\gg (D_{i}-d_{a})}. Bezieht man sich auf die Außenfläche des inneren Rohres {\displaystyle A_{a}=\pi \,d_{a}\,L} ergibt sich der Netto-Strahlungswärmestrom zwischen Innen- und Außenrohr zu
{\displaystyle {\dot {Q}}_{ai}={\frac {\sigma \,A_{a}\left(T_{a}^{4}-T_{i}^{4}\right)}{{\frac {1}{\varepsilon _{a}}}+{\frac {A_{a}}{A_{i}}}\,\left({\frac {1}{\varepsilon _{i}}}-1\right)}}}:
mit:
{\displaystyle A_{a}}: äußere Oberfläche des inneren Rohres,
{\displaystyle A_{i}}: innere Oberfläche des äußeren Rohres,
{\displaystyle T_{a}}: thermodynamische Temperatur der äußeren Oberfläche des inneren Rohres,
{\displaystyle T_{i}}: thermodynamische Temperatur der inneren Oberfläche des äußeren Rohres.
Ist die Fläche {\displaystyle A_{a}} sehr klein gegenüber {\displaystyle A_{i}} (z. B. eine Teetasse in einem Büroraum), so vereinfacht sich obige Formel zu
{\displaystyle {\dot {Q}}=\varepsilon _{a}\sigma A_{a}(T_{a}^{4}-T_{i}^{4}).}

## Intensität

Das durch den Satelliten COBE gemessene Spektrum des Mikrowellenhintergrunds entspricht dem eines schwarzen Strahlers mit der Temperatur von 2,725 K. Die Messunsicherheit und die Abweichungen vom theoretischen Verlauf sind geringer als die Strichbreite.

Mit zunehmender Temperatur eines Körpers steigt auch die Intensität seiner Wärmeabstrahlung drastisch an (siehe Stefan-Boltzmann-Gesetz), und das Emissionsmaximum verschiebt sich zu kürzeren Wellenlängen (siehe Wiensches Verschiebungsgesetz). Zur Erläuterung einige Beispiele von Körpern; die Temperaturen verringern sich von Beispiel zu Beispiel um den Faktor 10:
- Ein Weißer Zwerg: ein Stern mit einer besonders hohen Oberflächentemperatur, hier seien es 57.000 K. Er strahlt pro Flächeneinheit seiner Oberfläche 10.000-mal so viel Leistung ab wie unsere Sonne, das Intensitätsmaximum liegt bei 50 nm, das ist Ultraviolettstrahlung. Das Stefan-Boltzmann-Gesetz liefert eine abgestrahlte Leistung pro Quadratzentimeter von 60 MW – entsprechend der Leistung eines kleinen Kraftwerkes.
- Sonnenlicht wird von der 5700 K heißen Oberfläche der Sonne abgestrahlt. Das Intensitätsmaximum liegt bei 500 nm im grünen Bereich des elektromagnetischen Spektrums. Die abgestrahlte Leistung pro Quadratzentimeter beträgt 6 kW – das entspricht etwa der Heizleistung für ein Einfamilienhaus im Winter.
- Jeder Quadratzentimeter der schwarzen Oberfläche eines 570 K (297 °C) heißen Ofens strahlt nur 1/10.000 der Leistung ab, die ein gleich großes Stück Sonnenoberfläche abstrahlen würde (siehe Stefan-Boltzmann-Gesetz). Das Intensitätsmaximum liegt bei 5 µm, also im Infraroten.
- Jeder Quadratzentimeter der schwarzen Oberfläche eines 57 K (−216 °C) kalten Körpers strahlt elektromagnetische Wellen ab, deren Leistung 1/10.000 der des gleich großen Stückes Ofenoberfläche entspricht. Das Intensitätsmaximum liegt bei 50 µm im fernen Infrarot.
- Im Prinzip ändert sich nichts, wenn der Körper auf 5,7 K (−267 °C) tiefgekühlt wird. Die abgestrahlte Leistung sinkt nochmals um den Faktor 10.000 und das Intensitätsmaximum liegt bei 0,5 mm – fast schon im Radarbereich. Mit sehr empfindlichen Empfängern der Radioastronomie kann ein sehr schwaches Rauschen, die kosmische Hintergrundstrahlung, festgestellt werden.

Von diesen fünf Beispielen zur Wärmestrahlung liegt nur der heiße Ofen im Bereich unserer Alltagserfahrung. Das Spektrum eines solchen Ofens mit seinem Maximum im Infrarotbereich ist die Ursache der in der Einleitung erwähnten umgangssprachlichen Einengung der Bedeutung des Begriffs Wärmestrahlung auf den Infrarotbereich. Für bestimmte galaktische Kerne hingegen liegt das Maximum der Strahlung sogar im Röntgenbereich des elektromagnetischen Spektrums.

## Einflussnahme verschiedener Körperoberflächen

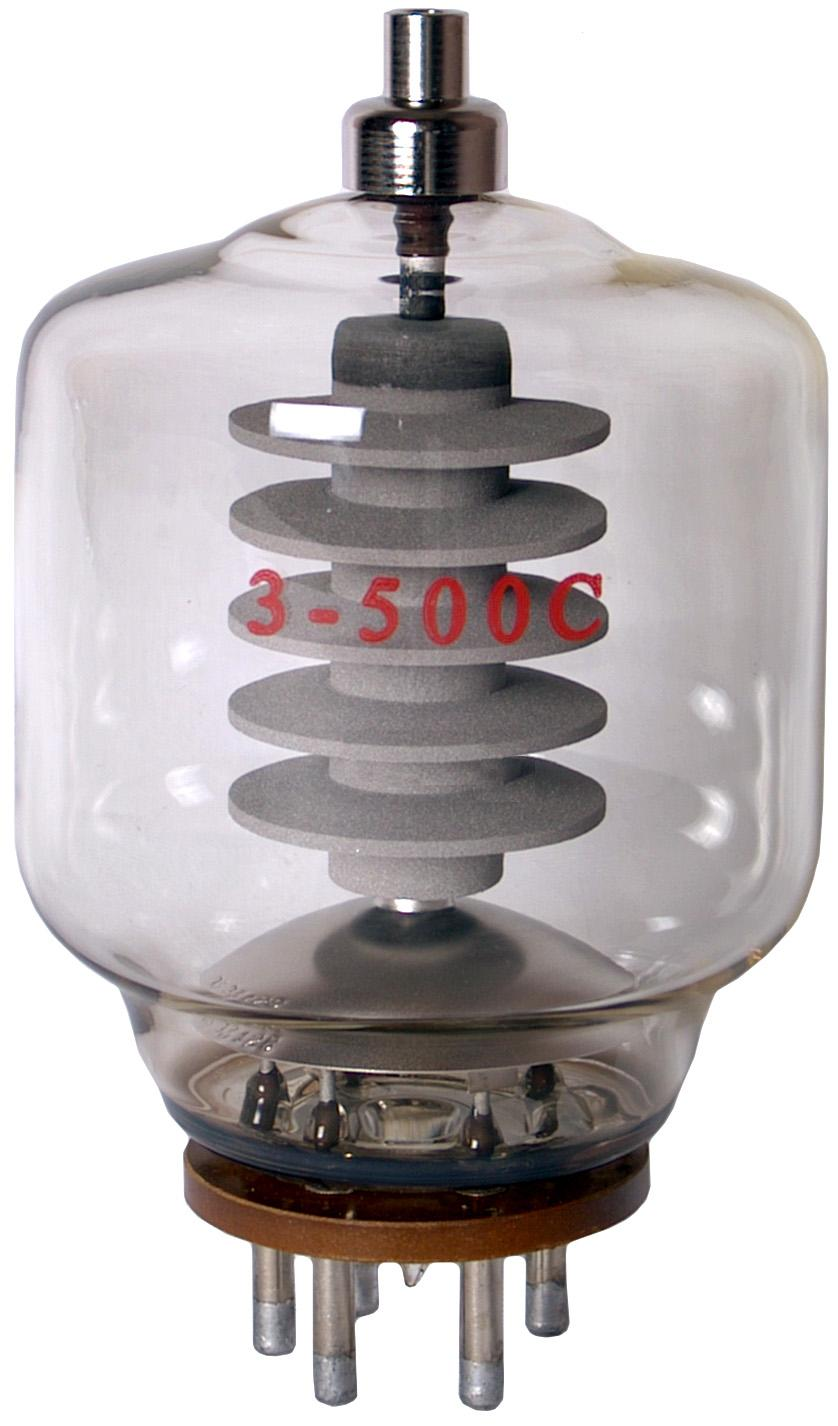
Zur besseren Kühlung besitzt die Senderöhre 3-500 C eine Anode aus Graphit, da die graue Farbe und die raue Oberfläche die Wärme gut abstrahlen.

Einen starken Einfluss auf die abgestrahlte Intensität hat auch die Oberflächenbeschaffenheit des Körpers. Diese wird durch den Emissionsgrad charakterisiert, der bei Spiegeln fast null ist und sein Maximum bei mattschwarzen Oberflächen erreicht. Soll die Temperatur berührungslos durch Thermografie bestimmt werden, kann durch Fehleinschätzung des Emissionsgrades ein gewaltiger Fehler entstehen, wie hier gezeigt wird.
Da das Emissionsmaximum der Wärmeabstrahlung der Erdoberfläche bei einer Wellenlänge von 8 bis 10 µm liegt und zufällig mit dem Absorptionsminimum der Luft zusammenfällt, kühlt sich die Erdoberfläche in klaren Nächten durch Wärmeabstrahlung in den Weltraum ab. Vor allem Wolken und Wasserdampf, in geringerem Maße auch sogenannte Treibhausgase wie Kohlendioxid sind für diese Strahlung intransparent; sie verringern oder verhindern diese Abkühlung durch Reflexion oder Remission (siehe auch Treibhaus, Treibhauseffekt). Die Anteile dieser Gase beeinflussen den Temperaturhaushalt der Erde.
Von besonderer Bedeutung ist in der Physik das Konzept des Schwarzen Strahlers, eines Emitters und Absorbers von Wärmestrahlung, der einen Emissions- bzw. Absorptionsgrad von eins hat. Hält man einen solchen Absorber mit einem Thermostat im thermischen Gleichgewicht mit seiner Umgebung, kann man über dessen Wärmeaufnahme die Strahlungsleistung thermischer und nichtthermischer Strahlungsquellen bestimmen.

## Wärmestrahlung des Menschen

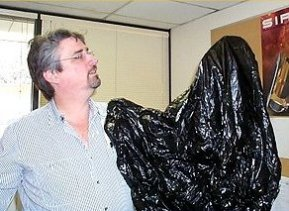
Manche Materialien wie eingefärbte Polyethylenfolien sind im IR-Bereich transparent, im sichtbaren Bereich aber undurchsichtig.

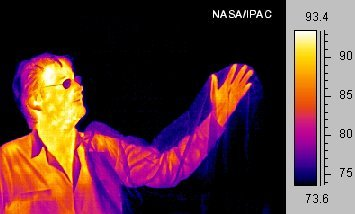
Bei anderen Materialien wie Glas ist es genau umgekehrt, wie das Brillenglas zeigt.

Wie jede andere Materie mit vergleichbarer Temperatur strahlt der menschliche Körper einen großen Teil der durch die Nahrung aufgenommenen Energie durch thermische Strahlung, hier im Wesentlichen infrarotes Licht, wieder ab. Durch infrarotes Licht kann aber auch Energie aufgenommen werden, wie man beispielsweise bei Annäherung an ein Lagerfeuer erkennt. Die Differenz zwischen emittierter und absorbierter Wärmestrahlung:
{\displaystyle P_{\text{netto}}=P_{\text{emittiert}}-P_{\text{absorbiert}}}
entspricht wegen des Stefan-Boltzmann-Gesetzes einem Unterschied der Temperatur zwischen dem menschlichen Körper und der äußeren Strahlungsquelle:
{\displaystyle P_{\text{netto}}=A\sigma \varepsilon \left(T^{4}-T_{0}^{4}\right)}
Die gesamte Oberfläche {\displaystyle A} eines Erwachsenen beträgt etwa 2 m², der Emissionsgrad {\displaystyle \varepsilon } von menschlicher Haut im IR-Bereich ist annähernd 1, unabhängig von der Wellenlänge.
Die Hauttemperatur {\displaystyle T} liegt bei 33 °C, an der Oberfläche der Kleidung misst man aber nur etwa 28 °C. Bei einer mittleren Umgebungstemperatur von 20 °C errechnet sich ein Strahlungsverlust von
{\displaystyle P_{\text{netto}}=100\,\mathrm {W} .}
Neben der Wärmestrahlung verliert der Körper Energie auch durch Konvektion und Verdunstung von Wasser in der Lunge und Schweiß auf der Haut. Eine grobe Abschätzung ergab, dass für einen stehenden Erwachsenen die Wärmeleistung durch Strahlung die durch natürliche Konvektion um einen Faktor zwei übersteigt.
Berechnet man mit Hilfe des Wienschen Verschiebungsgesetzes die mittlere Wellenlänge der abgestrahlten IR-Strahlung, erhält man
{\displaystyle \lambda _{\text{peak}}={\frac {2{,}898\cdot 10^{6}\,\mathrm {K} \cdot \mathrm {nm} }{305\,\mathrm {K} }}=9{,}50\,{\text{µm}}.}
Wärmebildkameras für thermografische Diagnostik in der Medizin sollen deshalb im Bereich 7–14 µm besonders empfindlich sein.

## Anwendungen

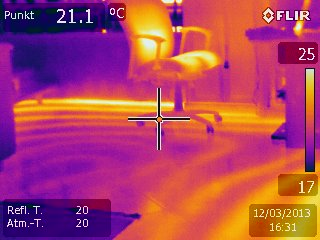
Fußbodenheizung unter Keramikfliesen. Der Fotograf saß unmittelbar vor der Aufnahme auf dem Sessel vor dem Laptop.

Beim Auftreffen von Wärmestrahlung auf einen Körper kann
1. die Strahlung teilweise durchgelassen (transmittiert) werden,
2. die Strahlung teilweise reflektiert werden,
3. die Strahlung teilweise absorbiert, das heißt vom Körper aufgenommen und in Wärme umgewandelt, werden.

Diese drei Effekte werden mit dem Transmissions-, Reflexions- und Absorptionskoeffizienten quantifiziert.
Der Absorptionskoeffizient gleicht dem Emissionsgrad, d. h., eine hellgraue Oberfläche mit einem Emissions- bzw. Absorptionsgrad von 0,3 absorbiert 30 % der einfallenden Strahlung, emittiert jedoch bei gegebener Temperatur gegenüber einem schwarzen Strahler auch nur 30 % der Wärmestrahlung.

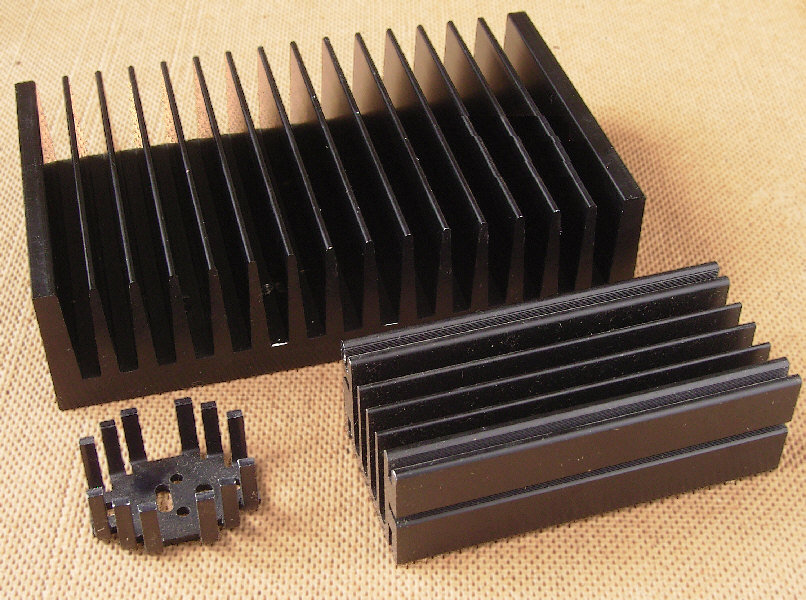
Eloxierte Aluminiumkühlkörper (Wärmeabstrahlung und Konvektion)

Die Wärmeabstrahlung lässt sich durch die Verwendung blanker Metalloberflächen verringern (Beispiele: Metallschichten an Rettungsdecken und Isoliertaschen, Verspiegelungen von Dewargefäßen wie in Thermoskannen und Superisolation).
Um die Wärmeabstrahlung eines metallischen Körpers zu erhöhen, kann man ihn mit einer im relevanten Wellenlängenbereich „dunklen“, matten Beschichtung versehen:
- Lackierung von Heizkörpern mit nahezu beliebiger Farbe (Kunstharz hat im mittleren Infrarot einen Emissionsgrad nahe eins).
- Eloxierung von Aluminiumkühlkörpern, um zusätzlich zur Konvektion die Abstrahlung zu verbessern (die Eloxalschicht hat unabhängig von der Farbgebung im mittleren Infrarot einen Emissionsgrad nahe eins).
- Emaillierung von Ofenrohren und Metallöfen (Emaille, Glas und Keramik haben farbunabhängig im mittleren Infrarot einen Emissionsgrad nahe eins).
- Dunkle Abstrahlflächen bei Radioisotopengeneratoren (nuklearen Thermostromquellen) von Satelliten.

Die Farbe solcher Schichten ist für die Wärmeabstrahlung bei üblichen Betriebstemperaturen irrelevant.
Die metallenen Absorber von Sonnenkollektoren werden jedoch mit einer zwar schwarzen Beschichtung (zum Beispiel Titan-Oxinitrid) versehen, die im mittleren Infrarot jedoch reflektiert – sie sollen die Wärmeenergie des sichtbaren Sonnenspektrums aufnehmen und selbst jedoch bei einer Eigentemperatur von über 100 °C möglichst wenig Wärme abstrahlen.
Pyrometer messen die Temperatur eines Objekts anhand der ausgesandten Wärmestrahlung.
Mit Hilfe von Wärmebildkameras lassen sich unerwünschte Wärmeverluste an Gebäuden aufspüren; im Mauerwerk verborgene Warm- oder Kaltwasserleitungen lassen sich recht genau lokalisieren.
Die Körpertemperatur von Säugetieren ist fast immer höher als die Umgebungstemperatur (außer beispielsweise in der Sauna), weshalb sich die Wärmestrahlung ihres Körpers deutlich von der Umgebungsstrahlung abhebt. Da manche Schlangen mindestens zwei Grubenorgane mit bemerkenswert hoher Temperaturauflösung von bis zu 0,003 K besitzen, können sie auch bei Nacht ihre warmblütige Beute ausreichend genau lokalisieren.
Mit dem WISE-Weltraumteleskop wurde die Wärmestrahlung von Asteroiden gemessen, um deren Größe zu schätzen, wenn sie zu weit entfernt sind, um das mittels Radar zu tun. Weil die Emissivität im IR-Bereich nahezu eins beträgt, gelingt das genauer als über die visuelle Helligkeit, die auch von der oft sehr geringen Albedo abhängt.